# Ephippiorhynchus
Ephippiorhynchus är ett fågelsläkte i familjen storkar inom ordningen storkfåglar. Släktet omfattar två arter som förekommer i Afrika söder om Sahara och i Asien från Indien till Australien:
- Svarthalsad stork (E. asiaticus)
- Sadelnäbbsstork (E. senegalensis)